# Euxiphidiopsis nigrovittata
Euxiphidiopsis nigrovittata är en insektsart som först beskrevs av Bei-bienko 1962.  Euxiphidiopsis nigrovittata ingår i släktet Euxiphidiopsis och familjen vårtbitare. Inga underarter finns listade i Catalogue of Life.